# STAT1
 STAT1  является членом семейства транскрипционных факторов преобразователей сигналов и активаторов транскрипции . STAT1 участвует в положительной регуляции генов по сигналам интерферона либо типа I, типа II, или типа III. В ответ на IFN-γ стимуляцию, STAT1 образует гомодимеры или гетеродимеры с STAT3, которые связываются с GAS (Interferon G amma- A ctivated  S equence) промоторным элементом; В ответ на любую IFN-α или IFN-β стимуляцию, STAT1 образует гетеродимер с STAT2, который может связываться с ISRE ( I nterferon-  S timulated  R esponse  E lement) промоторным элементом. В любом случае, связывание элемента с промотором приводит к увеличению экспрессии ISG ( I nterferon-  S timulated  G enes).
Экспрессия STAT1 в том числе может индуцироваться Диаллилдисульфидом , содержащимся в чесноке.

## Взаимодействия
STAT1 было показано, взаимодействуют с:
- BRCA1,[3]
- C-jun,[4]
- CD117,[5]
- CREB-binding protein,[6]
- Calcitriol receptor,[7]
- Epidermal growth factor receptor,[8][9]
- Fanconi anemia, complementation group C,[10][11][12]
- GNB2L1,[13][14]
- IFNAR2,[15][13]
- IRF1,[16]
- ISGF3G[17]
- Interleukin 27 receptor, alpha subunit,[18]
- MCM5,[19][20]
- Mammalian target of rapamycin,[21]
- PIAS1,[22]
- PRKCD,[21]
- PTK2,[23]
- Protein kinase R,[24][25]
- STAT2,[26][27][28]
- STAT3,[29][30][9]
- Src,[8][31] and
- TRADD.[32]